# 1899 Crommelin
1899 Crommelin este un asteroid din centura principală, descoperit pe 26 octombrie 1971 de Luboš Kohoutek.